# 다이앤 파인스타인
다이앤 에밀 파인스타인(Dianne Emiel Feinstein, 1933년 6월 22일~2023년 9월 29일)은 1992년부터 2023년 사망 시까지 미국 상원의원을 지낸 정치인이다. 민주당 소속이었으며 1978~1988년 샌프란시스코 시장을 지냈다.
샌프란시스코에서 태어나 1955년 스탠퍼드 대학교를 졸업했다. 1969년 시의회격인 샌프란시스코 감독위원회에 선출됐고 1970년 곧바로 위원회의 첫 여성 의장이 됐다. 1978년 세 번째 의장 임기 중 조지 모스코니 시장과 하비 밀크 시의원이 살해되는 사건이 발생한다. 파인스타인이 시장직을 승계해 샌프란시스코의 첫 여성 시장이 됐다. 시장 임기 동안 샌프란시스코 케이블카 체계 혁신을 이끌었고 1984년 미국 미주당 전당대회를 감독했다. 1983년 소환투표 시도가 있기도 했지만 파인스타인은 인기있는 시장이었다. 1987년 미국의 정치 전문 매체 《시티앤스테이트》는 그를 미국에서 가장 능력있는 시장으로 선정했다.
1990년 캘리포니아 주지사 선거에서 패한 뒤 1992년 보궐선거에서 당선돼 캘리포니아의 첫 여성 연방 상원의원이 됐다. 1993년 1월 앨런 크랜스턴 의원이 은퇴하면서 캘리포니아의 고참 상원의원이 됐다. 상원의원에 5선 했으며 2012년 선거에서는 786만 표를 받으며 미국 역사상 가장 많은 득표를 한 상원의원이 됐다. 1994년 〈연방 살상용 무기 금지법〉을 발의했다. 첫 여성 운영위원장, 정보위원장이었고 미국 대통령 취임식을 주재한 첫 여성 상원의원이었다. 2009~2015년 정보위원장을 지냈고 2017~2021년 사법위원회의 고위위원을 지냈다.
말년에 이르러 건강 악화로 직무 수행 능력에 대한 우려가 제기됐다. 2023년 2월, 2024년 선거에 출마하지 않겠다고 발표했다. 2023년 9월 사무실에서 90세를 일기로 사망했다. 사망 당시 최고령 상원의원이었다. 캘리포니아 출신 상원의원 중 최장임, 여성 상원의원 중에도 역사상 최장임이다.

## 어린 시절
샌프란시스코에서 유대인 가족에게 태어난 파인스타인은 어린이로서 가톨릭 학교와 유대교 회당에 다녔고 16세 경에 정치에서 흥미를 보이기 시작하였다. 샌프란시스코의 성심 수도원 고등학교를 졸업한 후, 그녀는 스탠퍼드 대학교에 수학하여 학생 정부에서 활동적이었다. 그녀는 1955년 학사 학위와 함께 졸업하였다.
이어진 해에 파인스타인은 자신이 샌프란시스코 지방 검사 사무소에서 만난 잭 버먼과 결혼하여 후에 딸 하나를 두었다. 1959년 그녀와 버먼은 이혼을 하였고, 다음해 파인스타인은 팻 브라운 주지사에 의하여 주의 여성 가석방 위원회로 임명되어 국가에서 최연소 일원이 되었다. 1960년 저명한 외과 의사 버트럼 파인스타인과 결혼하였다.

## 공공 영역에 입문

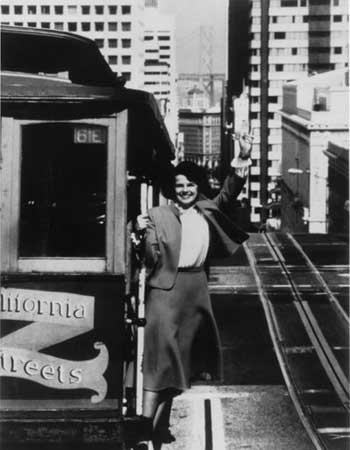
샌프란시스코 시장 시절의 파인스타인

파인스타인은 1966년까지 자신의 가석방 위원회 자리를 지켰고, 1968년 샌프란시스코 범죄 위원회의 일원이 되었다. 이어진 해에 파인스타인은 자신의 첫 정치 경주에 들어가 샌프란시스코 감독 위원회의 일원으로 선출되어 결국적으로 자신이 2개와 절반의 기간을 지킨 위원회의 회장을 지내는 데 여태까지 첫 여성이 되었다. 그녀는 또한 이 시기 (1971년과 1975년) 동안 시장을 위하여 나갔으며 둘다 패하였다.
1978년은 파인스타인을 위하여 비극적인 한해였다. 자신의 남편의 시기 적절한 사망으로 그녀의 2번째 결혼 생활의 종말과 조지 매스코니 시장과 행정 집행관 하비 밀크가 둘다 11월에 암살당했을 때 위원회의 회장으로서 자신의 재직 기간의 종말에 특정을 지었다. 파인스타인은 처음에 시장 대행 (샌프란시스코의 첫 여성 시장)이 되었고, 그러고나서 이어진 해에 선출되어 1988년까지 시장에 남아있었다. 1980년 파인스타인은 투자 은행가 리처드 블럼에게 3번째로 결혼을 하였다.

## 연방 상원

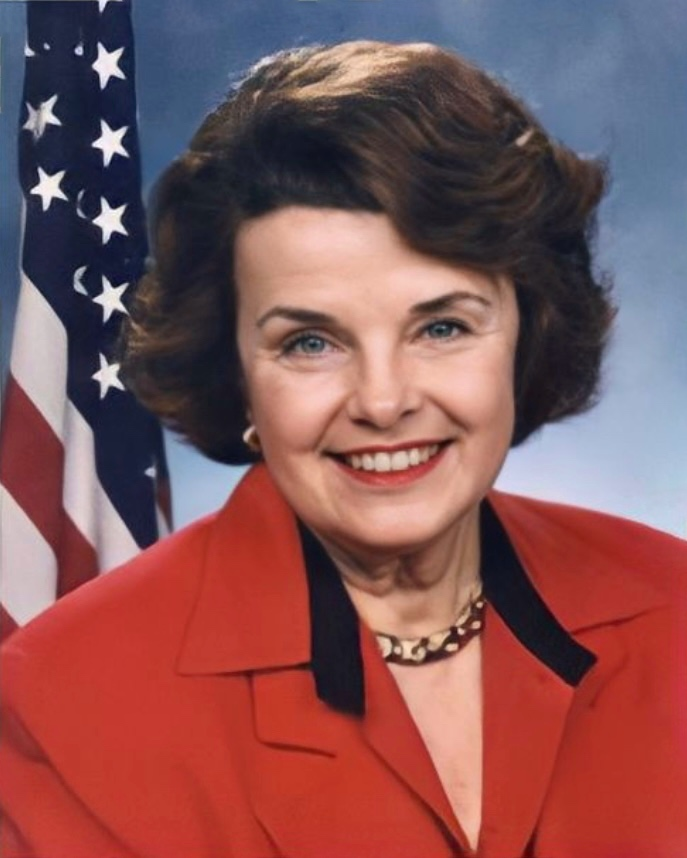
2003년 상원 공식 사진

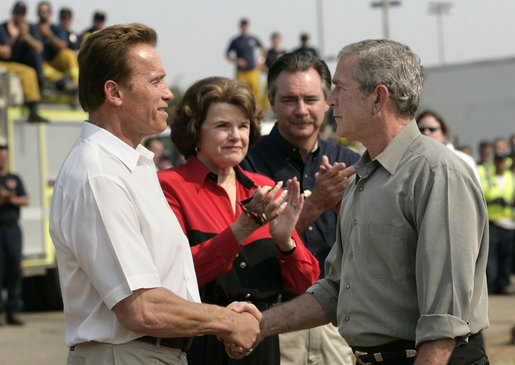
조지 W. 부시 대통령과 아널드 슈워제네거 캘리포니아주지사와 함께 (2007년 10월 25일)

1990년 캘리포니아주 지사직을 이기는 데 실패한 시도 후에 파인스타인은 재편성하여 1992년 연방 상원에서 의석을 위하여 특별 선거에 출마하였다. 그녀는 선거를 이겨 캘리포니아주의 연장 상원이 되었으며 4번 (1994년, 2000년, 2006년과 2012년)이나 재선되었다.
캘리포니아주의 첫 여성 상원으로서 그녀의 첫 기간은 그녀가 공동으로 총 무료 학교 법령과 증오 범죄 선고 집행 법령을 작성하여 둘다 1994년 법률로 들어가 서명되면서 바쁘고 생산적인 것이었다. 그 동년에 파인스타인은 또한 9월 13일 법률로 들어가 서명된 군사 스타일 폭행 무기의 제조, 판매와 소유를 금지한 입법을 앞장섰다.
파인스타인은 상원 사법 위원회의 첫 여성 일원이자 상원 규칙 행정 위원회의 의장을 지내는 데 첫 여성이었다.
항상 정치에 힘써 일하면서 파인스타인은 1996년 종합 메탐페타민 규제 법안을 작성하여 법률로 들어가 서명된 것을 보았고, 1997년 소년 정의 법안의 일부로서 통과된 연방 갱 폭력 법안을 소개하였으나 연방 하원에 의하여 행동하지 않았다.
정치 좌익의 지치지 않은 옹호자인 그녀는 또한 범죄 피해자 권리장전, 캘리포니아주 사막 보호 법안, 소기업 변호 전환 보증 법안과 유방암 연구 검인을 창조하는 입법을 발포하고 성원하였다.
워싱턴 D. C.의 정치적 전투들의 베테랑인 파인스타인은 양당이 지출 청구서에 다투면서 2018년 1월 연방 정부의 다가오는 종료에 의하여 취해진 위험을 피하는 데 추구하였다. "정부를 폐쇄하는 것은 매우 심각한 일입니다."면서 "사람들이 죽고 사건들이 일어나면서 ... 당신들이 보고 판단할 수 있는 특유한 명단이 없습니다 : '글쎄 모든 것이 잘 될 것이다'라고 당신들이 그 판단을 할 수 있습니다. 그래서 난 그것이 마지막 의뢰라고 생각합니다. 그리고 난 정말 우리가 그것을 얻지 못하는 희망입니다."라고 그녀는 말하였다.
이어진 달에 파인스타인은 캘리포니아주의 민주당원들이 자신들의 해마다 집회에서 그녀의 상원 재선을 배서하는 데 거절했을 때 당 안의 싸움을 향하였다. 자유당 상원의 지도자 케빈 데 레온은 자신이 아직도 당의 배서를 주장하는 데 필요했던 60 퍼센트 미만으로 떨어졌어도 투표들의 다수를 얻었다.
당시 그녀가 모금에서 거대한 가장자리와 여론 조사에서 편안한 지도를 보유하면서 파인스타인은 다툼에 관하여 너무 의심스러워 보이지 않았다. 그녀는 또한 겉보기에 도널드 트럼프 대통령과 다른 공화당 입법자들의 존중을 가져 주의 민주당 리더십이 더욱 좌익으로 고정하면서 만약 그것이 결심된다면 보인 것으로 남아있었어도 자신의 통로 건너편의 자격 증명을 향상시켰다.

## 역대 선거 결과
| 선거명        | 직책명                               | 대수  | 정당   | 1차 득표율 | 1차 득표수  | 2차 득표율 | 2차 득표수 | 결과 | 당락                              |
| ------------- | ------------------------------------ | ----- | ------ | ---------- | ----------- | ---------- | ---------- | ---- | --------------------------------- |
| 1969년 선거   | 감독위원회 (샌프란시스코 광역선거구) | -대   | 무소속 | 11.05%     | 93,496표    |            |            | 1위  | 샌프란시스코 감독위원회 위원 당선 |
| 1971년 선거   | 샌프란시스코 시장                    | 36대  | 무소속 | 21.73%     | 53,911표    |            |            | 3위  | 낙선                              |
| 1973년 선거   | 감독위원회 (샌프란시스코 광역선거구) | -대   | 무소속 | 13.80%     | 118,001표   |            |            | 1위  | 샌프란시스코 감독위원회 위원 당선 |
| 1975년 선거   | 샌프란시스코 시장                    | 37대  | 무소속 | 18.74%     | 39,344표    |            |            | 3위  | 낙선                              |
| 1977년 선거   | 감독위원회 (샌프란시스코 제2선거구)  | -대   | 무소속 | 51.69%     | 9,755표     |            |            | 1위  | 샌프란시스코 감독위원회 위원 당선 |
| 1979년 선거   | 샌프란시스코 시장                    | 38대  | 무소속 | 46.63%     | 81,115표    | 53.96%     | 102,233표  | 1위  | 샌프란시스코 시장 당선            |
| 1983년 선거   | 샌프란시스코 시장                    | 38대  | 무소속 | 80.10%     | 117,489표   |            |            | 1위  | 샌프란시스코 시장 당선            |
| 1990년 선거   | 캘리포니아 주지사                    | 36대  | 민주당 | 45.79%     | 3,525,197표 |            |            | 2위  | 낙선                              |
| 1992년 재선거 | 상원의원 (캘리포니아 제1부)          | 102대 | 민주당 | 54.29%     | 5,853,651표 |            |            | 1위  | 캘리포니아주 상원의원 당선        |
| 1994년 선거   | 상원의원 (캘리포니아 제1부)          | 104대 | 민주당 | 46.74%     | 3,979,152표 |            |            | 1위  | 캘리포니아주 상원의원 당선        |
| 2000년 선거   | 상원의원 (캘리포니아 제1부)          | 107대 | 민주당 | 55.84%     | 5,932,522표 |            |            | 1위  | 캘리포니아주 상원의원 당선        |
| 2006년 선거   | 상원의원 (캘리포니아 제1부)          | 110대 | 민주당 | 59.43%     | 5,076,289표 |            |            | 1위  | 캘리포니아주 상원의원 당선        |
| 2012년 선거   | 상원의원 (캘리포니아 제1부)          | 113대 | 민주당 | 62.52%     | 7,864,624표 |            |            | 1위  | 캘리포니아주 상원의원 당선        |
| 2018년 선거   | 상원의원 (캘리포니아 제1부)          | 116대 | 민주당 | 54.16%     | 6,019,422표 |            |            | 1위  | 캘리포니아주 상원의원 당선        |